# Іван Хміль (письменник)
Іван Хміль (справжнє ім'я — Василь Лагодюк-Бойтік; 5 березня 1897, Хабовичі, Кобринський повіт — 27 січня 1974, Мостон, Вісконсин, США) — український письменник, поет, педагог, етнограф.

## Біографія
Народився 21 лютого (5 березня) 1897 року в селі Хабовичі, що на Берестейщині (сьогодні Берестейська область Білорусі) в селянській родині. Батьки загинули на засланні. Почав друкуватися з 1918 року. У 1920-1939 роки був членом «Просвіти», працював вчителем та збирав етнографічні матеріали на північно-західному Поліссі. Неодноразово заарештовувався польською владою. Під час Другої світової війни до 1944 року воював у лавах УПА як стрілець. З боями покинув Полісся й у 1948 році емігрував до Австрії, кілька років там прожив. Потім емігрував до Англії, пізніше до США. Помер 27 січня 1974 року в місті Мостон, штат Вісконсин, США. Похований у Баунд-Бруці.

## Творчість
Автор збірок «Гомін Полісся» (1960), «Іду з кобзою» (1962), книги «Українське Полісся» (1976). Створив низку українських повстанських пісень, маршів та закликів.
Окремі видання:
- Хміль І. Вірші // Слово і зброя: Антологія української поезії, присвяченої УПА і революційно-визвольній боротьбі 1942—1967 / Упоряд. Л. Полтава. — Торонто — Онтаріо, 1968. — С. 217—219.
- Хміль І. Гомін Полісся. Поезії. — Вінніпег, 1960. — 256 с.
- Хміль І. Іду з кобзою / передм. Т. Курпіти. — Чикаго: Вид-во М. Денисюка, 1962. — 244 с.
- Хміль І. Українське Полісся. Етнографічні нариси. — Чікаго : Видавництво Товариств колишніх вояків УПА в ЗСА і Канаді, 1976. — 255 с.